# Pete Gill
Pete Gill (nato Peter Gill; Sheffield, 9 giugno 1951) è un batterista britannico che ha fatto parte di gruppi come i Saxon e i Motörhead. Attualmente è responsabile delle audizioni per l'associazione The Child Group International.

## Biografia
Nel 1976, dopo avere militato nella Gary Glitter Band (1972-73) e nei tedeschi Tiger B. Smith, si unì ai Son of a Bitch che l'anno seguente cambiarono nome in Saxon, restando con essi fino al 1981, anno in cui si ferì una mano ed epoca in cui il gruppo era davvero all'apice della propria carriera.
Successivamente si unì ai Motörhead nella primavera del 1984, sostituendo Philty Animal Taylor quando lasciò la band per la prima volta. Curiosamente nella sua militanza con le precedenti band aveva spesso sfoggiato una Tshirt dello Snaggletooth ed in numerose interviste aveva confermato la malcelata passione per il gruppo di Lemmy.
Esordì con i Motörhead in Finlandia, nell'aprile 1984 e tenne il suo ultimo concerto con essi in Francia a Parigi, il 20 febbraio del 1987. È tuttavia rimasto per un breve periodo con loro, registrando solamente un album e apparendo in degli inediti per un best of.
Nel 1996 rifondò con Graham Oliver e Steve Dawson i Son of a Bitch e pubblicarono l'album Victim You.
Successivamente diventò un consulente nel campo della musica e un manager di eventi speciali dell'associazione British Heart Foundation. Attualmente è un impiegato dell'associazione The Child Group.
Nel corso del 2006 è però tornato al mondo della musica effettuando infatti una serie di concerti in Europa con una formazione blues rock chiamata Twin Dragons comprendente Graham Oliver, l'ex chitarrista di Vasco Rossi Andrea Braido, Nathaniel Peterson dei Savoy Brown e l'ex bassista di Ian Gillan e dei Samson John McCoy.

## Discografia

### Saxon
- 1979 - Saxon
- 1980 - Wheels of Steel
- 1980 - Strong Arm of the Law
- 1981 - Denim and Leather

### Motörhead
- 1984 - No Remorse
- 1986 - Orgasmatron

### Son of a Bitch
- 1996 - Victim You

## Videografia
- 1986 - Motörhead - Deaf Not Blind
- 2002 - Motörhead - The Best of Motörhead